# Richards-Nunatak
Der Richards-Nunatak ist ein 1930 m hoher Nunatak im ostantarktischen Viktorialand. In den Prince Albert Mountains ragt er zwischen dem McLea-Nunatak und dem Pudding Butte auf.
Die Südgruppe einer von 1962 bis 1963 dauernden Kampagne im Rahmen der New Zealand Geological Survey Antarctic Expedition benannte ihn. Namensgeber ist David Richards, Funker auf der Scott Base, der sich um das Training der Schlittenhunde der Südgruppe kümmerte.